# Angelo Hesnard
Angelo Louis Marie Hesnard, auch Ange, (geboren 22. Mai 1886 in Pontivy; gestorben 17. April 1969 in Rochefort) war ein französischer Psychiater und Psychoanalytiker. Er gehörte zu der ersten Gruppe von Psychoanalytikern, die 1926 die erste Gesellschaft Französischer Psychoanalytiker gründete.
Ab 1930 war er für die französische Sexologie sehr bedeutend. Sein Werk Manuel de sexologie normale et pathologique wurde durch die offizielle katholische Kirche 1955 auf den Index gesetzt.